# Friedrich Rohr
Johann Friedrich Rohr (* 11. Februar 1850 in Vegesack; † 9. November 1913 Vegesack) war ein  Druckereibesitzer, Stadtdirektor und Mitglied der Bremischen Bürgerschaft.

## Biografie
Rohr war der älteste Sohn des Druckereibesitzers Johann Friedrich Rohr (1816–1878). Er absolvierte die Bürgerschule und machte eine Lehre als Drucker. Danach ging er auf Wanderschaft. Nach dem Tod des Vaters übernahm er 1878 dessen Betrieb. Der väterliche Betrieb hatte seit 1849 das Vegesacker Wochenblatt, dann Vegesacker Wochenschrift, herausgegeben. Der Sohn modernisierte das Blatt und nannte es Norddeutsche Volkszeitung, die seit 1885 täglich erschien.
Rohr war Freimaurer und gründete 1885 die Freimaurerloge Anker der Eintracht, dort bekleidete er von 1898 bis 1913 das Amt des Meisters vom Stuhl. Rohr erwarb für die Loge das Haus Weserstraße Nr. 7 in Vegesack.

### Politik und Sparkasse
Rohr war seit 1879 Mitglied der Vegesacker Stadtverordnetenversammlung. 1882 übernahm er das Amt eines Stadtrates. Von 1884 bis 1888 wurde er zum Mitglied der Bremischen Bürgerschaft gewählt. Von 1888 bis 1900 war er gewählter Stadtdirektor von Vegesack. In seiner Amtszeit wurde die Gas- und Wasserversorgung und die Kanalisation modernisiert und der Sedanplatz angelegt. 1900 wurde er Vorsitzender des Vorstandes der Sparkasse Vegesack, die 1939 zur Sparkasse Bremen kam. Als Sparkassenchef bewirkte er den Bau der Strandlust Vegesack. Von 1901 bis 1908 und von 1912 bis zu seinem Tod war er wieder Mitglied der Bremer Bürgerschaft. Von 1902 bis 1909 nahm er die Funktion eines Bauherrn der Vereinigten Evangelisch-protestantischen Kirchengemeinde war. 1910 bis zu seinem Tod war er erneut Stadtdirektor von Vegesack. Er widmete sich dem Schulwesen, ordnete das Polizeiwesen und gehörte der Krankenhauskommission an. Sein Grabmal ist auf dem Vegesacker Friedhof an der Lindenstraße erhalten geblieben.

### Ehrungen
Die Rohrstraße in Vegesack (davor Buchtstraße), an der die Druckerei lag, wurde nach ihm benannt.